# モーツァルトの楽曲一覧
モーツァルトの楽曲一覧（モーツァルトのがっきょくいちらん）は、ヴォルフガング・アマデウス・モーツァルトの主な楽曲一覧。

## ジャンル別一覧
注意事項：モーツァルトの時代には絶対音楽をジャンル別に分類し、作曲あるいは出版順に通し番号を与えるという発想・習慣はなかった。したがって、たとえば「交響曲第○番」であるとか「ピアノ・ソナタ第○番」などといった通し番号はモーツァルト自身が与えたものではなく、後世の者によって便宜上付けられたものである。なおモーツァルトの一部の作品は生前に出版され、作品番号が与えられた楽曲もあるが、こんにちではそうした作品番号はほとんど用いられていない。

### 交響曲
作曲年順
- 管弦楽曲の楽章 K. deest (交響曲かどうかは不明、断片、16小節のみ)
- 交響曲第1番 変ホ長調 K. 16 (1764/65)
- 交響曲 イ短調 K. 16a『オーデンセ』(1765?　1983年にデンマークのオーデンセで再発見。偽作説が有力)
- 交響曲第2番 変ロ長調 K. 17(Anh.C 11.02) (偽作。オーケストレーション未完成、レオポルト・モーツァルトの作品説あり)
- 交響曲第3番 変ホ長調 K. 18(Anh.A 51) (偽作。K.F.アーベルの作品)
- 交響曲第4番 ニ長調 K. 19 (1765)
- 交響曲 ヘ長調 K. 19a(1765　1981年にミュンヘンで再発見)
- 交響曲 ハ長調 K. 19b (1765　散逸)
- 交響曲第5番 変ロ長調 K. 22 (1765)
- 交響曲 ト長調 K. 45a『旧ランバッハ』(1766)
- 交響曲 ヘ長調 K. 76(K6. 42a) (1767?　旧全集番号では第43番)
- 交響曲第6番 ヘ長調 K. 43 (1767)
- 交響曲第7番 ニ長調 K. 45 (1768)
- 交響曲 変ロ長調 K.214(K6. 45b) (1768?　旧全集番号では第55番)
- 交響曲第8番 ニ長調 K. 48 (1768)
- 交響曲 ニ長調 K. 66c (1769　散逸)
- 交響曲 変ロ長調 K. 66d (1769　散逸)
- 交響曲 変ロ長調 K. 66e (1769　散逸)
- 交響曲第9番 ハ長調 K. 73 (1769)
- 交響曲 ニ長調 K. 81(K6. 73l) (1770　旧全集番号では第44番)
- 交響曲 ニ長調 K. 95(K6. 73n) (1770　旧全集番号では第45番)
- 交響曲 ニ長調 K. 97(K6. 73m) (1770　旧全集番号では第47番)
- 交響曲第10番 ト長調 K. 74 (1770)
- 交響曲第11番 ニ長調 K. 84(K6. 73q) (1770)
- 交響曲 変ロ長調 K. 216(Anh.C 11.03) (1771?　偽作。旧全集番号では第54番)
- 交響曲 ヘ長調 K. 75 (1771　旧全集番号では第42番)
- 交響曲 ハ長調 K. 96(K6. 111b) (1771?　旧全集番号では第46番)
- 交響曲第12番 ト長調 K. 110(K6. 75b) (1771)
- 交響曲第13番 ヘ長調 K. 112 (1771)
- 交響曲第14番 イ長調 K. 114 (1771)
- 交響曲第15番 ト長調 K. 124 (1772)
- 交響曲第16番 ハ長調 K. 128 (1772)
- 交響曲第17番 ト長調 K. 129 (1772)
- 交響曲第18番 ヘ長調 K. 130 (1772)
- 交響曲第19番 変ホ長調 K. 132 (1772)
- 交響曲第20番 ニ長調 K. 133 (1772)
- 交響曲第21番 イ長調 K. 134 (1772)
- 交響曲第22番 ハ長調 K. 162 (1773)
- 交響曲第23番 ニ長調 K. 181(K6. 162b) (1773)
- 交響曲第24番 変ロ長調 K. 182(K6. 173dA) (1773)
- 交響曲第25番 ト短調 K. 183(K6. 173dB) (1773 K. 550と比較して「小ト短調」とも呼ばれる)
- 交響曲第26番 変ホ長調 K. 184(K6. 166a) (1773)
- 交響曲第27番 ト長調 K. 199(K6. 161b) (1773)
- 交響曲第28番 ハ長調 K. 200(K6. 189k) (1774)
- 交響曲第29番 イ長調 K. 201(K6. 186a) (1774)
- 交響曲第30番 ニ長調 K. 202(K6. 186b) (1774)
- 交響曲第31番 ニ長調 K. 297(K6. 300a)『パリ』(1778　原典稿と改訂稿がある)
- 交響曲第32番 ト長調 K. 318 (1779　何らかの序曲と考えられる)
- 交響曲第33番 変ロ長調 K. 319 (1779)
- 交響曲第34番 ハ長調 K. 338 (1780)
- 交響曲第35番 ニ長調 K. 385『ハフナー』(1782　セレナードからの改変曲)
- 交響曲第36番 ハ長調 K. 425『リンツ』(1783)
- 交響曲第37番 ト長調 K. 444(K6. 425a) (1783　第1楽章の序奏部のみモーツァルトの作であり、他はミヒャエル・ハイドンの作品)
- 交響曲第38番 ニ長調 K. 504『プラハ』(1786)
- 交響曲第39番 変ホ長調 K. 543 (1788)
- 交響曲第40番 ト短調 K. 550 (1788 原典稿と改訂稿がある。K. 183と比較して「大ト短調」とも呼ばれる)
- 交響曲第41番 ハ長調 K. 551『ジュピター』(1788)

### 管弦楽曲
詳しくはモーツァルトの管弦楽曲及びモーツァルトの舞曲を参照

#### セレナード
- セレナード第1番 ニ長調 K. 100 (K6. 62a) (1769　カッサシオン ニ長調 K. 62と同一。交響曲への編曲稿あり)
- セレナード第3番 ニ長調 K. 185 (K6. 167a) (1773)　「アントレッター」または「フィナールムジーク」
- セレナード第4番 ニ長調 K. 203 (K6. 189b) (1774　交響曲への編曲稿あり)
- セレナード第5番 ニ長調 K. 204 (K6. 213a) (1775　交響曲への編曲稿あり)
- セレナード第6番 ニ長調 K. 239『セレナータ・ノットゥルナ』(1776)
- セレナード第2番 ヘ長調 K. 101 (K6. 250a) (1776)
- セレナード第7番 ニ長調 K. 250 (K6. 248b)『ハフナー』(1776　交響曲への編曲稿あり)
- セレナード第8番 ニ長調 K. 286 (K6. 269a)『ノットゥルノ』(1776/77)
- セレナード第9番 ニ長調 K. 320『ポスト・ホルン』(1779　交響曲への編曲稿あり)
- セレナード第10番 変ロ長調 K. 361 (K6. 370a)『グラン・パルティータ』(1781/83-84?)
- セレナード第11番 変ホ長調 K. 375 (1781、改訂1782)
- セレナード第12番 ハ短調 K. 388 (K6. 384a)『ナハトムジーク』(1782/83)
- セレナード第13番 ト長調 K. 525『アイネ・クライネ・ナハトムジーク』(1787　全5楽章。ただし第2楽章が散逸しているため4楽章形式で演奏される[1])

#### カッサシオン
- カッサシオン ニ長調 K. 62 (1769 セレナード第1番 ニ長調 K. 100と同一)
- カッサシオン ト長調 K. 63 (1769)
- カッサシオン 変ロ長調 K. 99(K6. 63a) (1769)

#### 行進曲
- 様々な編成による行進曲 K. 41c (散逸)
- 行進曲 ニ長調 K. 62
- 行進曲 ニ長調 K. 290(K6. 167AB)
- 行進曲 ニ長調 K. 189(K6. 167b)
- 行進曲 ニ長調 K. 215(K6. 213b)
- 行進曲 ハ長調 K. 214
- 2つの行進曲 ニ長調 K. 335(K6. 320a)
- 行進曲 変ロ長調 K. 384b (断片)
- 3つの行進曲 K. 408
- 小行進曲 K. 544 (散逸)

#### メヌエット
- メヌエット K. 41d (散逸)
- 7つのメヌエット K. 61b
- 20のメヌエット K. 103 (一部トリオなし)
- 6つのメヌエット K. 104 (偽作)
- 6つのメヌエット K. 105 (偽作)
- メヌエット イ長調 K. 61g I (偽作)
- メヌエット イ長調 K. 61g II (偽作)
- メヌエット K. 61h (一部トリオなし)
- 16のメヌエット K. 176
- 3つのメヌエット K. 363
- メヌエット K. 409(K6. 383f) (交響曲第34番の第3楽章と考えられていたこともある)
- 5つのメヌエット K. 461(K6. 448a)
- 2つのメヌエットとコントルダンス K. 463(K6. 448c)
- 12のメヌエット K. 568
- 12のメヌエット K. 585
- 6つのメヌエット K. 599
- 4つのメヌエット K. 601
- 2つのメヌエット K. 604

#### ドイツ舞曲
- 6つのドイツ舞曲 K. 509
- 6つのドイツ舞曲 K. 536
- 6つのドイツ舞曲 K. 567
- 6つのドイツ舞曲 K. 571
- 12のドイツ舞曲 K. 586
- 6つのドイツ舞曲 K. 600
- 4つのドイツ舞曲 K. 602
- 3つのドイツ舞曲 K. 605
- 6つのドイツ舞曲 K. 606『レントラー風』
- ドイツ舞曲 ハ長調 K. 611『ライアー弾き』

#### コントルダンス
- コントルダンス 変ロ長調 K. 123(K6. 73g)
- コントルダンス ニ長調 K. 534『雷雨』
- コントルダンス ハ長調 K. 535『戦闘』
- コントルダンス ハ長調 K. 587『英雄コーブルクの勝利』
- コントルダンス 変ホ長調 K. 607(K6. 605a)『婦人の勝利』
- コントルダンス ト長調 K. 610『意地の悪い娘たち』
- コントルダンス ニ長調 K. 565a (第2ヴァイオリンのみ現存)

#### その他
- 『ガリマティアス・ムジクム』（『音楽のおしゃべり』） K. 32 (1766　交響曲への編曲稿あり)
- ナハトムジーク K. 41g (散逸)
- バレエ音楽『レ・プティ・リアン』K.Anh. 10(K6. 299b) (1778)
- フリーメイソンのための葬送音楽 ハ短調 K. 477(K6. 479a) (1785)
- 音楽の冗談（ディヴェルティメント）ヘ長調 K. 522 (2Hr,2Vn,Va,Vc) (1787)

### 協奏曲
詳しくはモーツァルトの協奏曲を参照

#### 協奏交響曲、および複数種のソロによる協奏曲
- フルート、オーボエ、ホルン、ファゴットのための協奏交響曲 変ホ長調 K.Anh. 9(K6. 297B) (1778　散逸)
- オーボエ、クラリネット、ホルン、ファゴットのための協奏交響曲 変ホ長調 K. 297b(Anh.C 14.01) (偽作。作曲年代不詳、20世紀初頭に発見。K. 297Bからの編曲説あり)
- フルートとハープのための協奏曲 ハ長調 K. 299(K6. 297c) (1778)
- ヴァイオリン、ヴィオラ、チェロの協奏交響曲 イ長調 K. 320e (1779　未完成)
- ヴァイオリンとヴィオラのための協奏交響曲 変ホ長調 K. 364(K6. 320d) (1779)
- ピアノとヴァイオリンのための協奏曲 ニ長調 K.Anh. 56(K6. 315f) (1778　未完成)

#### ピアノ協奏曲
- ピアノ協奏曲第1番 ヘ長調 K. 37 (1767)
- ピアノ協奏曲第2番 変ロ長調 K. 39 (1767)
- ピアノ協奏曲第3番 ニ長調 K. 40 (1767)
- ピアノ協奏曲第4番 ト長調 K. 41 (1767)

第1番から第4番は、他人のピアノ（クラヴィーア）曲からの編曲
- 3つのピアノ協奏曲 K.107

ヨハン・クリスティアン・バッハの『6つのクラヴィーアソナタ 作品5』からの編曲
第1番 ニ長調　(1770)
第2番 ト長調　(1770)
第3番 変ホ長調　(1770)
- ピアノ協奏曲第5番 ニ長調 K. 175 (1773)
- ピアノ協奏曲第6番 変ロ長調 K. 238 (1776)
- ピアノ協奏曲第7番 ヘ長調 K. 242『ロドロン』(1776 3台のピアノのための)
- ピアノ協奏曲第8番 ハ長調 K. 246『リュッツォウ』(1776)
- ピアノ協奏曲第9番 変ホ長調 K. 271『ジュナミ』(1777)
- ピアノ協奏曲第10番 変ホ長調 K. 365 (1779 2台のピアノのための)
- ピアノ協奏曲第11番 ヘ長調 K. 413 (1782-83)
- ピアノ協奏曲第12番 イ長調 K. 414 (1782)
- ピアノ協奏曲第13番 ハ長調 K. 415 (1782-83)
- ピアノ協奏曲第14番 変ホ長調 K. 449 (1784)
- ピアノ協奏曲第15番 変ロ長調 K. 450 (1784)
- ピアノ協奏曲第16番 ニ長調 K. 451 (1784)
- ピアノ協奏曲第17番 ト長調 K. 453 (1784)
- ピアノ協奏曲第18番 変ロ長調 K. 456 (1784)
- ピアノ協奏曲第19番 ヘ長調 K. 459『第2戴冠式』(1784)
- ピアノ協奏曲第20番 ニ短調 K. 466 (1785)
- ピアノ協奏曲第21番 ハ長調 K. 467 (1785)
- ピアノ協奏曲第22番 変ホ長調 K. 482 (1785)
- ピアノ協奏曲第23番 イ長調 K. 488 (1786)
- ピアノ協奏曲第24番 ハ短調 K. 491 (1786)
- ピアノ協奏曲第25番 ハ長調 K. 503 (1786)
- ピアノ協奏曲第26番 ニ長調 K. 537『戴冠式』(1788)
- ピアノ協奏曲第27番 変ロ長調 K. 595 (1791)

#### ヴァイオリン協奏曲
- ヴァイオリン協奏曲第1番 変ロ長調 K. 207 (1775)
- ヴァイオリン協奏曲第2番 ニ長調 K. 211 (1775)
- ヴァイオリン協奏曲第3番 ト長調 K. 216『シュトラスブルク』 (1775)
- ヴァイオリン協奏曲第4番 ニ長調 K. 218『軍隊』 (1775)
- ヴァイオリン協奏曲第5番 イ長調 K. 219『トルコ風』(1775)
- ヴァイオリン協奏曲第6番 変ホ長調 K. 268(Anh.C 14.04) (1780頃　偽作　フリードリヒ・ヨハン・エックの作品と考えられる)
- ヴァイオリン協奏曲第7番 ニ長調 K. 271a(K6. 271i)『コルプ』 (1777　偽作説が有力)
- 2つのヴァイオリンのためのコンチェルトーネ ハ長調 K. 190(K6. 186E)
- ヴァイオリンと管弦楽のためのアダージョ ホ長調 K. 261
- ロンド 変ロ長調 K. 269(K6. 261a) (1776)
- ロンド ハ長調 K. 373 (1781　フルート・ソロの稿(K.Anh. 18)あり)
- ヴァイオリン協奏曲のためのアンダンテ イ長調 K. 470 (1785　散逸)
- 2つの独奏ヴァイオリンを伴う管弦楽曲の楽章 K.Anh. 223c(Anh.A. 50) (断片)

#### その他のための協奏曲
- チェロ協奏曲 ヘ長調 K. 206a（散逸） (1775)
- トランペット協奏曲 K. 47c (散逸） (1768?)
- ファゴット協奏曲 変ロ長調 K. 191(K6. 186e) (1774　バスーン協奏曲とも)
- フルート協奏曲第1番 ト長調 K. 313(K6. 285c) (1778)
- フルート協奏曲第2番 ニ長調 K. 314 (1778)
- オーボエ協奏曲 ハ長調 K. 314(K6. 285d) (1778)
- ホルン協奏曲第2番 変ホ長調 K. 417 (1783)
- ホルン協奏曲第3番 変ホ長調 K. 447 (1783)
- ホルン協奏曲第4番 変ホ長調 K. 495 (1786)
- ホルン協奏曲第1番 ニ長調 K. 412(K6. 386b)+K. 514 (1782 ロンド楽章は未完成。ジュスマイヤーによる補筆完成稿で知られる)
- バセットホルン協奏曲　ト長調　K.621b (1791) K.622の原曲、未完
- クラリネット協奏曲 イ長調 K. 622 (1791)
- フルートと管弦楽のためのアンダンテ ハ長調 K. 315 (1778)

### 室内楽曲
詳しくはモーツァルトの室内楽曲を参照

#### 弦楽五重奏曲
全てヴァイオリン2、ヴィオラ2、チェロ1の編成
- 弦楽五重奏曲 変ロ長調 K. 46 (偽作)
- 弦楽五重奏曲第1番 変ロ長調 K. 174 (1773)
- 弦楽五重奏曲第2番 ハ短調 K. 406(K6. 516b) (1787　管楽セレナードK. 388(K6. 384b)からの編曲)
- 弦楽五重奏曲第3番 ハ長調 K. 515 (1787)
- 弦楽五重奏曲第4番 ト短調 K. 516 (1787)
- 弦楽五重奏曲第5番 ニ長調 K. 593 (1790)
- 弦楽五重奏曲第6番 変ホ長調 K. 614 (1791)

#### 弦楽四重奏曲
- 弦楽四重奏曲第1番 ト長調 K. 80(K6. 73f)『ロディ』　(1770)
- 第2番から第7番は、作曲地の名前から「ミラノ四重奏曲」と通称される。
  - 弦楽四重奏曲第2番 ニ長調 K. 155(K6. 134a) (1772)
  - 弦楽四重奏曲第3番 ト長調 K. 156(K6. 134b) (1772、第2楽章改訂1773年)
  - 弦楽四重奏曲第4番 ハ長調 K. 157 (1772-1773)
  - 弦楽四重奏曲第5番 ヘ長調 K. 158 (1772-1773年)
  - 弦楽四重奏曲第6番 変ロ長調 K. 159 (1773)
  - 弦楽四重奏曲第7番 変ホ長調 K. 160(K6. 159a) (1773)
- 第8番から第13番は、作曲地の名前から「ウィーン四重奏曲」と通称される。
  - 弦楽四重奏曲第8番 ヘ長調 K. 168 (1773)
  - 弦楽四重奏曲第9番 イ長調 K. 169 (1773)
  - 弦楽四重奏曲第10番 ハ長調 K. 170 (1773)
  - 弦楽四重奏曲第11番 変ホ長調 K. 171 (1773)
  - 弦楽四重奏曲第12番 変ロ長調 K. 172 (1773)
  - 弦楽四重奏曲第13番 ニ短調 K. 173 (1773)
- 第14番から第19番は、まとめてハイドンに献呈されたため「ハイドン・セット」（または「ハイドン四重奏曲」）と通称される。
  - 弦楽四重奏曲第14番 ト長調 K. 387『春』(1782)
  - 弦楽四重奏曲第15番 ニ短調 K. 421(K6. 417b) (1783)
  - 弦楽四重奏曲第16番 変ホ長調 K. 428(K6. 421b) (1783)
  - 弦楽四重奏曲第17番 変ロ長調 K .458『狩』(1784)
  - 弦楽四重奏曲第18番 イ長調 K. 464 (1785)
  - 弦楽四重奏曲第19番 ハ長調 K. 465『不協和音』(1785)
- 弦楽四重奏曲第20番 ニ長調 K. 499『ホフマイスター』(1786)
- 第21番から第23番は、プロイセン（プロシア）王フリードリヒ・ヴィルヘルム2世に献呈されたため「プロシア王セット」（または「プロシア王四重奏曲」）と通称される。
  - 弦楽四重奏曲第21番 ニ長調 K. 575 (1789)
  - 弦楽四重奏曲第22番 変ロ長調 K. 589 (1790)
  - 弦楽四重奏曲第23番 ヘ長調 K. 590 (1790)

#### 弦楽三重奏曲
- 2つのヴァイオリンと低音楽器のためのアダージョとメヌエット 変ロ長調 K. 266 (K6. 271f) (1777)
- ガンツ・クライネ・ナハトムジーク  ハ長調 K. 648（1766〜69年）

#### 弦楽二重奏曲
- ヴァイオリンとヴィオラのための二重奏曲第1番 ト長調 K. 423 (1783)
- ヴァイオリンとヴィオラのための二重奏曲第2番 変ロ長調 K. 424 (1783)

#### ピアノが入った室内楽曲
- ピアノと管楽のための五重奏曲 変ホ長調 K. 452 (1784)
- ピアノ四重奏曲第1番 ト短調 K. 478 (1785)
- ピアノ四重奏曲第2番 変ホ長調 K. 493 (1786)
- ピアノ三重奏曲第1番（ディヴェルティメント） 変ロ長調 K. 254 (1776)
- ピアノ三重奏曲 ニ短調 K. 442 (1783,90　断片、マクシミリアン・シュタードラーによる補筆完成版あり)
- ピアノ三重奏曲 ト長調 K.Anh. 52 (K6. 495a) (1786　断片)
- ピアノ三重奏曲第2番 ト長調 K. 496 (1786)
- ピアノ三重奏曲 変ロ長調 K.Anh. 51 (K6. 501a) (1786　断片)
- ピアノ三重奏曲第3番 変ロ長調 K. 502 (1786)
- ピアノ三重奏曲第4番 ホ長調 K. 542 (1788)
- ピアノ三重奏曲第5番 ハ長調 K. 548 (1788)
- ピアノ三重奏曲第6番 ト長調 K. 564 (1788)
- ピアノ、クラリネット、ヴィオラのための三重奏曲 変ホ長調 K. 498『ケーゲルシュタット・トリオ』(1786)

#### 管楽器が入った室内楽曲
- フルート四重奏曲第1番 ニ長調 K. 285 (1777)
- フルート四重奏曲第2番 ト長調 K. 285a (1778)
- フルート四重奏曲第3番 ハ長調 K.Anh. 171(K6. 285b) (1778)
- フルート四重奏曲第4番 イ長調 K. 298 (1788)
- オーボエ四重奏曲 ヘ長調 K. 370 (1782)
- オーボエ五重奏曲 ハ短調 K. 406 (1782)
- ホルン五重奏曲 変ホ長調 K. 407(K6. 386c) (1782)
- クラリネット五重奏曲 イ長調 K. 581 (1789)
- 2つのクラリネットと3つのバセットホルンのためのアダージョ 変ロ長調 K. 411(K6. 484a) (1785)
- グラスハーモニカ、フルート、オーボエ、ヴィオラ、チェロのためのアダージョとロンド ハ短調 K. 617 (1791)
- バスーンとチェロのためのソナタ 変ロ長調 K. 292(K6. 196c) (1775)
- 2つのバセットホルンのための12の二重奏曲 ハ長調 K. 487(K6. 496a) (1786)

#### ピアノとヴァイオリンのためのソナタ
詳しくはモーツァルトのヴァイオリンソナタを参照
- 第1番から第4番は厳密には「ヴァイオリン声部付クラヴサン・ソナタ」
  - ヴァイオリンソナタ第1番 ハ長調 K. 6 (1762-64)
  - ヴァイオリンソナタ第2番 ニ長調 K. 7 (1763-64)
  - ヴァイオリンソナタ第3番 変ロ長調 K. 8 (1763-64)
  - ヴァイオリンソナタ第4番 ト長調 K. 9 (1764)
- 第5番から第10番は厳密には「ヴァイオリンまたはフルート声部付、チェロ助奏自由のクラヴサン・ソナタ」
  - ヴァイオリンソナタ第5番 変ロ長調 K. 10 (1764)
  - ヴァイオリンソナタ第6番 ト長調 K. 11 (1764)
  - ヴァイオリンソナタ第7番 イ長調 K. 12 (1764)
  - ヴァイオリンソナタ第8番 ヘ長調 K. 13 (1764)
  - ヴァイオリンソナタ第9番 ハ長調 K. 14 (1764)
  - ヴァイオリンソナタ第10番 変ロ長調 K. 15 (1764)
- 第11番から第16番、K. 46d、K. 46eは厳密には「ヴァイオリン声部付クラヴサン・ソナタ」
  - ヴァイオリンソナタ第11番 変ホ長調 K. 26 (1766)
  - ヴァイオリンソナタ第12番 ト長調 K. 27 (1766)
  - ヴァイオリンソナタ第13番 ハ長調 K. 28 (1766)
  - ヴァイオリンソナタ第14番 ニ長調 K. 29 (1766)
  - ヴァイオリンソナタ第15番 ヘ長調 K. 30 (1766)
  - ヴァイオリンソナタ第16番 変ロ長調 K. 31 (1766)
  - ヴァイオリンソナタ ハ長調 K. 46d (1768)
  - ヴァイオリンソナタ ヘ長調 K. 46e (1768)
  - ヴァイオリンソナタ ヘ長調 K. 55(Anh.C 23.01) (偽作)
  - ヴァイオリンソナタ ハ長調 K. 56(Anh.C 23.02) (偽作)
  - ヴァイオリンソナタ ヘ長調 K. 57(Anh.C 23.03) (偽作)
  - ヴァイオリンソナタ 変ホ長調 K. 58(Anh.C 23.04) (偽作)
  - ヴァイオリンソナタ ハ短調 K. 59(Anh.C 23.05) (偽作)
  - ヴァイオリンソナタ ホ短調 K. 60(Anh.C 23.06) (偽作)
  - ヴァイオリンソナタ イ長調 K. 61(Anh.C 23.07) (偽作　ヘルマン・フリードリヒ・ラウパッハの作品)
- 第17番は厳密には「ヴァイオリン伴奏のクラヴィアのソナタ」
  - ヴァイオリンソナタ第17番 ハ長調 K. 296 (1778)
- 第18番から第23番は厳密には「ヴァイオリン伴奏のクラヴサンまたはピアノのソナタ」
  - ヴァイオリンソナタ第18番 ト長調 K. 301(K6. 293a) (1778)
  - ヴァイオリンソナタ第19番 変ホ長調 K. 302(K6. 293b) (1778)
  - ヴァイオリンソナタ第20番 ハ長調 K. 303(K6. 293c) (1778)
  - ヴァイオリンソナタ第21番 ホ短調 K. 304(K6. 300c) (1778)
  - ヴァイオリンソナタ第22番 イ長調 K. 305(K6. 293d) (1778)
  - ヴァイオリンソナタ第23番 ニ長調 K. 306(K6. 300l) (1778)
  - アレグロ 変ロ長調（旧・ヴァイオリンソナタ第31番） K. 372 (1781)
- フランスの歌『羊飼いの娘セリメーヌ』の主題による12の変奏曲 ト長調 K. 359(K6. 374a) (1781)
- 『ああ、私は恋人をなくした』（泉のほとりで）の主題による6つの変奏曲 ト短調 K. 360(K6. 374b) (1781)
- 第24番から第28番は厳密には「ヴァイオリン伴奏のクラヴィアのソナタ」
  - ヴァイオリンソナタ第24番（旧・第32番）[2]ヘ長調 K. 376(K6. 374d) (1781)
  - ヴァイオリンソナタ第25番（旧・第33番）ヘ長調 K. 377(K6. 374e) (1781)
  - ヴァイオリンソナタ第26番（旧・第34番）変ロ長調 K. 378(K6. 317d)(1779)
  - ヴァイオリンソナタ第27番（旧・第35番）ト長調 K. 379(K6. 373a) (1781)
  - ヴァイオリンソナタ第28番（旧・第36番）変ホ長調 K. 380(K6. 374f) (1781)
- 以下のK. 404までの3作はいずれも未完のヴァイオリンソナタ。
  - ヴァイオリンソナタ第29番（旧・第37番）イ長調 K. 402(K6. 385e) (1782)
  - ヴァイオリンソナタ第30番（旧・第38番）ハ長調 K. 403(K6. 385c) (1782)
  - ヴァイオリンソナタ第31番（旧・第39番）ハ長調 K. 404(K6. 385d) (1782)
- 最晩年の作品群は、従来の「ヴァイオリン伴奏付きのクラヴィアソナタ」から進歩してヴァイオリンがピアノとほぼ互角に渡り合うような作品になっている
  - ヴァイオリンソナタ第32番（旧・第40番）変ロ長調 K. 454 (1784)
  - ヴァイオリンソナタ第33番（旧・第41番）変ホ長調 K. 481 (1785)
  - ヴァイオリンソナタ第35番（旧・第42番）イ長調 K. 526 (1787)
  - ヴァイオリンソナタ第36番（旧・第43番）ヘ長調 K. 547 (1788)

#### 教会ソナタ
詳しくはen:Church Sonatas (Mozart)を参照
- 教会ソナタ第1番 変ホ長調 K. 67(K6. 41h) (1767)
- 教会ソナタ第2番 変ロ長調 K. 68(K6. 41i) (1767)
- 教会ソナタ第3番 ニ長調 K. 69(K6. 41k) (1767)
- 教会ソナタ ニ長調 K. 124A(Anh. 65a) (1772　断片)
- 教会ソナタ K. 124c(Anh.C 16.01) (偽作。断片)
- 教会ソナタ第4番 ニ長調 K. 144(K6. 124a) (1772)
- 教会ソナタ第5番 ヘ長調 K. 145(K6. 124b) (1772)
- 教会ソナタ第6番 変ロ長調 K. 212 (1775)
- 教会ソナタ第7番 ヘ長調 K. 224(K6. 241a) (1776)
- 教会ソナタ第8番 イ長調 K. 225(K6. 241b) (1776)
- 教会ソナタ第9番 ト長調 K. 241 (1776)
- 教会ソナタ第10番 ヘ長調 K. 244 (1776)
- 教会ソナタ第11番 ニ長調 K. 245 (1776)
- 教会ソナタ第12番 ハ長調 K. 263 (1776)
- 教会ソナタ第13番 ト長調 K. 274(K6. 271d) (1777)
- 教会ソナタ第14番 ハ長調 K. 278(K6. 271e) (1777)
- 教会ソナタ第15番 ハ長調 K. 328(K6. 317c) (1779)
- 教会ソナタ第16番 ハ長調 K. 329(K6. 317a) (1779)
- 教会ソナタ第17番 ハ長調 K. 336(K6. 336d) (1780)

#### ディヴェルティメント
- ディヴェルティメント第1番 変ホ長調 K. 113 (1771)
- ディヴェルティメント第2番 ニ長調 K. 131 (1772)
- ディヴェルティメント ニ長調 K. 136(K6. 125a) (1772　弦楽四重奏)
- ディヴェルティメント 変ロ長調 K. 137(K6. 125b) (1772　弦楽四重奏)
- ディヴェルティメント ヘ長調 K. 138(K6. 125c) (1772　弦楽四重奏)
- ディヴェルティメント第3番 変ホ長調 K. 166(K6. 159d) (1773)
- ディヴェルティメント第4番 変ロ長調 K. 186(K6. 159b) (1773)
- ディヴェルティメント第5番 ハ長調 K. 187(Anh.C 17.12) (1773　偽作。L.モーツァルトが J.シュタアルツァー、C.W.グルックの作品から編曲したもの)
- ディヴェルティメント第6番 ハ長調 K. 188(K6. 240b) (1776)
- ディヴェルティメント第7番 ニ長調 K. 205(K6. 167A) (1773)
- ディヴェルティメント第8番 ヘ長調 K. 213 (1775)
- ディヴェルティメント第9番 変ロ長調 K. 240 (1776)
- ディヴェルティメント第10番 ヘ長調 K. 247 (1776)
- ディヴェルティメント第11番 ニ長調 K. 251『ナンネル七重奏曲』(1776)
- ディヴェルティメント第12番 変ホ長調 K. 252(K6. 240a) (1776)
- ディヴェルティメント第13番 ヘ長調 K. 253 (1776)
- ディヴェルティメント第14番 変ロ長調 K. 270 (1777)
- ディヴェルティメント第15番 変ロ長調 K. 287(K6. 271H) (1777)
- ディヴェルティメント第16番 変ホ長調 K. 289(K6. 271g) (1777　偽作説が有力)
- ディヴェルティメント第17番 ニ長調 K. 334(K6. 320b) (1779)
- 弦楽三重奏のためのディヴェルティメント 変ホ長調 K. 563 (1788)

### 器楽曲

#### ピアノソナタ
- ピアノソナタ第1番 ハ長調 K. 279(K6. 189d) (1775)
- ピアノソナタ第2番 ヘ長調 K. 280(K6. 189e) (1775)
- ピアノソナタ第3番 変ロ長調 K. 281(K6. 189f) (1775)
- ピアノソナタ第4番 変ホ長調 K. 282(K6. 189g) (1775)
- ピアノソナタ第5番 ト長調 K. 283(K6. 189h) (1775)
- ピアノソナタ第6番 ニ長調 K. 284(K6. 205b)『デュルニッツ』 (1775)
- ピアノソナタ第7番 ハ長調 K. 309(K6. 284b) (1777)
- ピアノソナタ第8番 イ短調 K. 310(K6. 300d) (1778　新全集では第9番)
- ピアノソナタ第9番 ニ長調 K. 311(K6. 284c) (1777　新全集では第8番)
- ピアノソナタ第10番 ハ長調 K. 330(K6. 300h) (1783)
- ピアノソナタ第11番 イ長調 K. 331(K6. 300i)『トルコ行進曲付き』(1783)
- ピアノソナタ第12番 ヘ長調 K. 332(K6. 300k) (1783)
- ピアノソナタ第13番 変ロ長調 K. 333(K6.315c) (1783)
- ピアノソナタ第14番 ハ短調 K. 457 (1784)
- ピアノソナタ第15番 ヘ長調 K. 533/494 (1788　旧全集では第18番)
- ピアノソナタ第16番 ハ長調 K. 545 (1788　旧全集では第15番)
- ピアノソナタ第17番 変ロ長調 K. 570 (1789　旧全集では第16番)
- ピアノソナタ第18番 ニ長調 K. 576 (1789　旧全集では第17番)

- 四手のためのピアノソナタ ハ長調 K. 19d
- 四手のためのピアノソナタ ト長調 K. 357(K6. 497a)
- 四手のためのピアノソナタ 変ロ長調 K. 358(K6. 186c)
- 四手のためのピアノソナタ ニ長調 K. 381(K6. 123a)
- 四手のためのピアノソナタ ヘ長調 K. 497
- 四手のためのピアノソナタ ハ長調 K. 521

- 2台のピアノのためのソナタ ニ長調 K. 448(K6. 375a)
- 2台のピアノのためのソナタ楽章 変ロ長調（断片） K.Anh. 42(K6. 375b)
- 2台のピアノのためのソナタ楽章またはロンド・フィナーレ 変ロ長調（断片） K.Anh. 43(K6. 375c)

#### ピアノのための変奏曲
詳しくはモーツァルトのピアノ曲を参照
- ピアノ変奏曲 ハ長調 K. 21a(Anh. 206) (散逸、疑作説あり)
- C.E.グラーフのオランダ語歌曲『われは勝てり』による8つの変奏曲 ト長調 K. 24(Anh. 208)
- オランダ歌曲『ヴィレム・ヴァン・ナッサウ』による7つの変奏曲 ニ長調 K. 25
- アレグレットの主題による6つの変奏曲 K. 54(K6. 457b) (ヴァイオリン・ソナタ K. 547の終楽章の編曲)
- J.C.フィッシャーのメヌエットによる12の変奏曲 ハ長調 K. 179(K6. 189a)
- サリエリのオペラ『ヴェネツィアの定期市』のアリア「わが愛しのアドーネ」による6つの変奏曲 ト長調 K. 180(K6. 173a)
- N.ドゼードの『リゾンは森で眠っていた』の主題による9つの変奏曲 ハ長調 K. 264(K6. 315b)
- フランスの歌曲『ああ、お母さん、あなたに申しましょう』による12の変奏曲 (きらきら星変奏曲) ハ長調 K. 265(K6. 300e)
- グレトリーのオペラ『サムニウム人の結婚』の行進曲の主題による8つの変奏曲 ヘ長調 K. 352(K6. 374a)
- 『美しいフランソワーズ』の主題による12の変奏曲 変ホ長調 K. 353(K6. 300f)
- ボーマルシェの『セビリアの理髪師』のロマンス「私はランドール」による12の変奏曲 変ホ長調 K. 354(K6. 299a)
- パイジェッロのオペラ『哲学者気取り、または星占いたち』の「主に幸いあれ」による6つの変奏曲 ヘ長調 K. 398(K6. 316e)
- グルックのジングシュピール『メッカの巡礼たち』のアリエッタ「愚民が思うには」による10の変奏曲 ト長調 K. 455
- サルティのオペラ『2人が争えば3人目が得をする（漁夫の利）（英語版）』のミンゴーネのアリア「仔羊のように」による2つ（8つ）の変奏曲 イ長調 K. 460（K6. 454a）
- アレグレットの主題による12の変奏曲 変ロ長調 K .500
- J.P.デュポールのメヌエットの主題による9つ（6つ）の変奏曲 ニ長調 K. 573 (散逸)
- B.シャックの『馬鹿な庭師』のリート「女ほど素敵なものはない」の主題による8つの変奏曲 ヘ長調 K. 613

#### その他のピアノ曲
詳しくはモーツァルトのピアノ曲を参照
- ナンネルの音楽帳
  - アンダンテ ハ長調 K. 1a (1761)
  - アレグロ ハ長調 K. 1b (1761)
  - アレグロ ヘ長調 K. 1c
  - メヌエット ヘ長調 K. 1d
  - メヌエット ト長調 K. 1(K6. 1e)
  - メヌエット ハ長調 K. 1(K6. 1f)
  - メヌエット ヘ長調 K. 2
  - アレグロ 変ロ長調 K. 3
  - メヌエット ヘ長調 K. 4
  - メヌエット ヘ長調 K. 5
  - アレグロ ハ長調 K. 5a(K6. 9a)
  - アンダンテ 変ロ長調 K. 5b(K6. 9b) (断片)
- ロンドン小曲集 K. 15 - 15ss (『ロンドンのスケッチブック』とも)
- クラヴィーア小品 ヘ長調 K. 33B
- フーガ K. 41e (散逸)
- モルト・アレグロ ト長調 K. 72a (断片)
- フーガの主題 ニ長調 K. 73w (断片)
- メヌエット ニ長調 K. 94(K6. 73h)
- フーガ 変ホ長調 K. 153(K6. 375f) (断片)
- ロンド K. 284f (散逸)
- 2台のピアノのためのアレグロ ハ短調 K.Anh. 44(K6. 426a) (断片)
- アレグロ ト短調 K. 312
- フーガ ト短調 K. 401
- 2台のピアノのためのフーガ ハ短調 K. 426
- 2台のピアノのためのフーガ ト長調 K.Anh. 45(K6. 375d) (断片)
- 2台のピアノのためのラルゲットとアレグロ 変ホ長調 K. deest (断片)
- アンダンテと5つの変奏曲 ト長調 K. 501 (四手のための)
- 幻想曲 ハ短調 K. 475 (ピアノソナタ第14番とともに演奏されることが多い)
- 幻想曲 ニ短調 K. 397(K6. 385g) (最後の10小節は後から書き加えられたとされている)
- ロンド ニ長調 K. 485
- ロンド イ短調 K. 511
- マエストロ対位法氏の小葬送行進曲 ハ短調 K. 453a
- アダージョ ロ短調 K. 540
- 小さなジーグ K. 574
- バター付きパン（バターを塗ったパン一切れ）K.Anh. 284n(Anh.C 27.09)
- 幻想即興曲 K.Anh.C 27.02 (偽作)
- クラヴィーア小品 変ロ長調 K. deest
- クラヴィーア小品 変ホ長調 K. deest (断片)
- フーガ ニ短調 K. deest (断片)
- 葬送行進曲　(消失)
- 習作　(偽作)

#### その他器楽曲
- フルート独奏曲 K. 33a (散逸、通奏低音付きか)
- チェロ独奏曲 K. 33h (散逸、通奏低音付か)
- アレグロ ヘ長調 K. 484e (断片)
- ヴィオラ・ダ・ガンバ独奏曲 K. deest (散逸　通奏低音付きか)

#### 特殊楽器作品
- 自動オルガンのためのアダージョとアレグロ ヘ短調 K. 594 (1790)
- 自動オルガンのためのアレグロとアンダンテ（幻想曲）ヘ短調 K. 608 (1791)
- 自動オルガンのためのアンダンテ ヘ長調 K .616 (1791)
- グラス・ハーモニカのためのアダージョ ハ長調 K. 356(K6. 617a) (1791)

### オペラ
詳細はモーツァルトの舞台作品を参照
- 『第一戒律の責務』 K. 35 (1766-67)
- 『アポロとヒュアキントゥス』 K. 38 (1767)
- 『バスティアンとバスティエンヌ』 K. 50(K6. 46b) (1768)
- 『みてくれの馬鹿娘（偽ののろま娘）』 K. 51(K6. 46a) (1768)
- 『ポントの王ミトリダーテ』 K. 87(K6. 74a) (1770)
- 『アルバのアスカニオ』 K. 111 (1771)
- 『シピオーネ (スキピオ) の夢』 K.1 26 (1772)
- 『ルーチョ・シッラ』 K. 135 (1772)
- 『偽の女庭師』 K. 196 (1774-75)
- 『羊飼いの王様』 K. 208 (1775)
- 『ツァイーデ』 K. 344(K6. 336b) (1779-80　未完成)
- 『イドメネオ』 K. 366 (1780-81)
- 『後宮からの誘拐』 K. 384 (1781-82)
- 『カイロの鵞鳥』 K. 422 (1783　未完成)
- 『だまされた花婿（英語版）』 K. 430(K6. 424a) (1783　未完成)
- 『劇場支配人』 K. 486 (1786)
- 『フィガロの結婚』 K. 492 (1785-86)
- 『ドン・ジョヴァンニ』 K. 527 (1787)
- 『コジ・ファン・トゥッテ』（『女はみなこうしたもの』） K. 588 (1789-90)
- 『魔笛』 K. 620 (1791)
- 『皇帝ティートの慈悲』 K. 621 (1791)

### 声楽作品

#### ミサ曲
詳しくはモーツァルトのミサ曲を参照
- ミサ曲 ト長調 K. 49(K6.47d)
- ミサ曲 ニ短調 K. 65(K6.61a)
- ドミニクス・ミサ ハ長調 K. 66
- ミサ曲 ヘ長調 K. 116(K6. 90a) (偽作)
- 孤児院ミサ ハ短調 K. 139(K6. 47a)
- 小クレド・ミサ ヘ長調 K. 192(K6. 186f)
- 雀ミサ ハ長調 K. 220(K6. 196b)
- 戴冠ミサ ハ長調 K. 317
- 大ミサ曲 ハ短調 K. 427(K6. 417a) (未完成)
- レクイエム ニ短調 K. 626 (1791　未完成。ジュスマイヤーによる補筆完成稿で知られる。その後多数の補筆完成稿あり)

#### 合唱音楽・モテット
詳しくはモーツァルトの合唱作品・宗教作品を参照
- モテット『神はわれらの避け所』K. 20
- キリエ ヘ長調 K. 33
- カンタータ『聖墓の音楽』K. 42(K6. 35a)
- ミゼレーレ イ短調 K. 85(K6. 73s)
- アンティフォナ『クエリテ・プリムム・レーニュム・デイ（まず神の御国を求めよ）』K. 86(K6. 73v)
- キリエ ト長調 K. 89(73k)
- キリエ ニ短調 K. 90
- キリエ ニ長調 K. 91(K6. 186i) (未完成)
- 聖体の祝日のためのリタニア K. 125
- ディクシットとマニフィカト K. 193(K6. 186g)
- モテット『エクスルターテ・ユビラーテ』（踊れ、喜べ、汝幸なる魂よ） K. 165(K6. 158a)
- 主日のための盛儀晩課（ヴェスペレ）K. 321
- 証聖者の盛儀晩課（ヴェスペレ）K. 339
- カンタータ『悔悟するダヴィデ』K. 469
- モテット『アヴェ・ヴェルム・コルプス』K. 618
- 合唱曲『固く手を握りしめ』
- 合唱付き歌曲『今日こそ浸ろう、親愛なる兄弟よ』
- 合唱付き歌曲『新しい指導者である君たちよ』

#### 歌曲
詳しくはモーツァルトの歌曲を参照
- 「ダフネよ、汝がバラ色の頬に」K. 52(K6. 46c)
- 「歓喜に寄す」K. 53(K6. 47e)
- 「いかにわれ不幸になる」K. 147(K6. 125g)
- 「おお、聖なる絆よ」K. 148(K6. 125h)
- 「大らかな落ち着き」K. 149(K6. 125d)
- 「ひそかなる愛」K. 150(K6. 125e)
- 「低き身分にある喜び」K. 151(K6. 125f)
- カンツォネッタ「静けさはほほえみつつ」K. 152(K6. 210a)
- 「鳥よ、年ごとに」K. 307(K6. 284d)
- 「寂しく暗い森で」K. 308(K6. 295b)
- 「満足」K. 349(K6. 367a)
- 「満足」K. 473
- 子守歌 K. 350(Anh.C 8.48) (偽作　B.フリースの作品　「モーツァルトの子守歌」として有名)
- 「おいで、愛しのツィターよ」K. 351(K6. 367b)
- 「希望に寄す」K. 390(K6. 340c)
- 「孤独に寄す」K. 391(K6. 340b)
- 「すみれ」（"Das Veilchen"）K. 476
- 「ルイーゼが不実な恋人の手紙を焼いたとき」（"Als Luise die Briefe ihres ungetreuen Liebhabers verbrannte"）K. 520
- 「ラウラに寄せる夕べの想い」（"Abendempfindung an Laura"）K. 523
- 「別離の歌」K. 519
- 「クローエに」（"An Chloe"）K. 524
- 「春への憧れ」（"Sehnsucht nach dem Frühling"）K. 596
- 「魔法使い」（"Der Zauberer"）K. 472
- 「老婆」K. 517
- 「夢の姿」（"Das Traumbild"）K. 530
- 「紡ぎ娘」（"Die Spinnerin"）K. 531
- 「小さなフリードリヒの誕生日」K. 529
- 「戦いの門出に」K. 552
- ジブラルタル襲撃についての吟遊詩人の歌「おお、カルペよ、お前の足元に雷鳴が轟く」K.Anh. 25(K6. 386d) (スケッチのみ)
- 「親方の仕事は成し遂げられた」K. deest (散逸)
- 「死の行為」K. deest (散逸)

#### レチタティーヴォとアリア
詳しくはモーツァルトのコンサート・アリアを参照
- 「いまや義務のとき－かくも偉大なるジキスムントの功績は」K. 36(K6. 33i)
- 「夫婦のベレニーチェとヴォロジェーゾには－この日昇る陽よ」K. 70(K6. 61c)
- 「ああ、私はそれを知っていた－私の眼の前から去って/ああ、この波を越えていかないで下さい」K. 272
- 「テッサリアの民よ－不滅の神々よ、私は求めず」K. 316(K6. 300b)
- 「されどおお星々よ、汝彼らに何をなかせし－岸辺近く願ぬ」K. 368
- 「哀れな男よ!－息吹く微風」K.431(K6. 425b)
- 「私の麗しい恋人よ、さようなら－留まってください、いとしい人よ」K. 528

#### アリア
- 「行け、怒りにかられて」K. 21(K6. 19c)
- 「貞節を守ってください」K. 23
- 「不幸なのはあなたではありません」K. 73A(Anh. 2) (散逸)
- 「私は小心な恋人の愛など気にかけぬ」K. 74b
- 「願わくはいとしい人よ」K. 78(K6. 73b)
- 「もし勇気と希望が」K. 82(K6. 73o)
- 「わが悩みのすべてを」K. 83
- 「運命は恋するものに」K. 209
- 「砕け凍った歯が」K. 209a (断片)
- 「尊み崇みて」K. 210
- 「あなたは今忠実ね」K. 217
- 「素晴らしい愛の気持ちは」K. 382h(K6. 119)
- 「わが感謝を受けたまえ、やさしい保護者を」K. 383
- 「ああ明かしたまえ、おお神よ」K. 418
- 「いえいえ、あなたには無理なこと」K. 419
- 「偉大な魂と高貴な心」K. 578
- 「私は行く、だがどこへ」K. 583
- 「彼に眼を向けなさい」K. 584
- 「この美しい手と瞳のために」K. 612
- 「お前に別れを告げる、愛しい人よ、さようなら」K. 621a(Anh. 245)
- 「男たちはいつもつまみ食いしたがる」K. 433(K6. 416c) (未完)
- 「あの馬は」K. deest (散逸)
- 「いとしい人よ、もし私の苦しみが」 K. deest
- アリア K. deest (題名不明、散逸)
- 8曲ないしそれ以上のアリア？ K. deest (声種不明　散逸)

#### カノン
詳しくはモーツァルトのカノン作品を参照
- 4声のカノン イ長調 K. 73i
- 4つの謎のカノン K. 73r
- 人声のための習作カノン K. 73x
- 二重カノン『私たちの人生はあまりに短く』K. 228(K6. 515b)
- 「彼女は死んだ」K. 229(K6. 382a)
- 「ものみな幸せなり」K. 230(K6. 382b)
- 「俺の尻をなめろ」K. 231(K6. 382c)
- 「親愛なるフライシュテットラー君、親愛なるガウリマリ君」K. 232
- 「酒ほど気分のいいものはない」（「俺の尻をなめろ」）K. 233(K6. 382d) (偽作)
- 「飲んで食って身が保つ」K.234(K6. 382e) (偽作)
- 「泡立つ酒がグラスに光るところ」K. 347(K6. 382f)
- 「心優しく君を愛す」K. 348(K6. 382g) (疑作説が有力)
- 「快活さと軽やかな気質は」K. 507
- 「全ての友の健康を祝し」K. 508
- 3声のカノン K. 508A
- 14曲のカノン K. 508a+deest
- 「アレルヤ」K. 553
- 「アヴェ・マリア」K. 554
- 「われは嘆き、悲しむ(私は涙にくれる)」K. 555
- 「支度をせよ」K. 556
- 「わが太陽は隠れたり」K. 557
- 「プラーター公園に行こう、狩場へ行こう」K. 558
- 「マルスとイオニア人になるのは難しい」（「戦記を読むなんて俺にはとても」） K. 559
- 「おお、お前、馬鹿なパイエルよ」K. 559a(K6. 560a)
- 「おお、お前、馬鹿なマルティンよ」K. 560(K6. 560b)
- 「お休み、お前はほんとのお馬鹿さん」K. 561
- 「愛らしき、わが美しき偶像」K. 562
- 4声のカノン K. 562a (偽作　M.ハイドンの作品)
- カノンの習作 K. 562b
- 4声のカノン K. 562c(Anh. 191)
- 4声のカノン ヘ長調 K. deest
- 4声のカノン ト短調 K. deest（断片、10小節）
- カノン イ短調 K. deest（断片、6小節）
- カノン ハ長調 K. deest（断片、11小節）
- 「上方及び下方2度入りによる2つのカノン」K. deest
- 「この尻黒野郎」K.Anh. 6
- 「妹よ、愛の女神を信ずるな」K.Anh.C 10.02 (偽作)
- ピアノのためのカノン K.Anh.C 10.07 (偽作)
- 4声のカノン「アーメン」　(偽作)
- 「来たれ、わが愛しの人生」　(偽作)
- カノン ハ長調　(偽作　キルンベルガーの作品)
- 猫の歌　(偽作)
- シュテッフェル・ファディンガー　(偽作)
- 5声のカノン「アーメン」　(偽作)

### 編曲作品
詳しくはモーツァルトのその他の作品を参照
- C.P.E.バッハ:オラトリオ『キリストの受難と復活』Wq.240のアリア「われ汝に従わん、変容されし英雄よ」のための管楽器声部 K. 537d
- ヘンデル:オラトリオ『アキスとガラテア』K. 566
- ヘンデル:オラトリオ『メサイア』K. 572
- ヘンデル:『アレクサンダーの饗宴』K. 591
- ヘンデル:『聖セシリアの祝日への讃歌』K. 592
- C.カンナビヒのバレエ音楽のクラヴィーアないし室内楽用編曲 K. deest(散逸、または一部現存する?)

### 習作、スケッチ
- 2声の逆行カノン ハ長調
- 3声の楽章習作
- バス習作
- 主題 ハ長調
- 8声の循環カノン
- 模倣的合唱曲の部分スケッチ
- 対位法スケッチ
- 音程表
- 2声の上2度カノン
- 2声の同度カノン
- オペラ『フィガロの結婚』序曲のスケッチ
- アレグレット
- ハ長調の音階
- 指の練習
- 声楽の楽章
- 数字バス付き主題
- 音程教材開始部
- 多声の部分スケッチ
- 8声のフガート ハ長調
- メヌエットの草稿

## ケッヘル番号順（作曲年順）一覧

### 1761年 (5歳)
- K. 1a:クラヴィーアのためのアンダンテ ハ長調
- K. 1b:クラヴィーアのためのアレグロ ハ長調
- K. 1c:クラヴィーアのためのアレグロ ヘ長調
- K. 1d:クラヴィーアのためのメヌエット ヘ長調
- K. 1e:クラヴィーアのためのメヌエット ト長調
- K. 1f:クラヴィーアのためのメヌエット ハ長調

### 1762年 (6歳)
- K. 2:クラヴィーアのためのメヌエット ヘ長調
- K. 3:クラヴィーアのためのアレグロ 変ロ長調
- K. 4:クラヴィーアのためのメヌエット ヘ長調
- K. 5:クラヴィーアのためのメヌエット ヘ長調

### 1764年 (8歳) パリ、ロンドン
- K .6:クラヴィーアとヴァイオリンのためのソナタ ハ長調
- K. 7:クラヴィーアとヴァイオリンのためのソナタ ニ長調
- K. 8:クラヴィーアとヴァイオリンのためのソナタ 変ロ長調
- K. 9:クラヴィーアとヴァイオリンのためのソナタ ト長調
- K. 10:クラヴィーアとヴァイオリンとチェロのためのソナタ 変ロ長調
- K. 11:クラヴィーアとヴァイオリンとチェロのためのソナタ ト長調
- K. 12:クラヴィーアとヴァイオリンとチェロのためのソナタ イ長調
- K. 13:クラヴィーアとヴァイオリンとチェロのためのソナタ ヘ長調
- K. 14:クラヴィーアとヴァイオリンとチェロのためのソナタ ハ長調
- K. 15:クラヴィーアとヴァイオリンとチェロのためのソナタ 変ロ長調
- K. 16:交響曲第1番 変ホ長調
- K. 17:交響曲第2番 変ロ長調（偽作）

### 1765年 (9歳) ロンドン、ハーヴ
- K. 18:交響曲第3番 変ホ長調（K.F.アーベルの交響曲の編曲）
- K. 19:交響曲第4番 ニ長調
- K. 19d:四手のためのピアノソナタ ハ長調
- K. 20:モテット
- K. 21:アリア『Va, dal furor portata』
- K. 22:交響曲第5番 変ロ長調

### 1766年 (10歳)
- K. 23:アリア『Conservati fedele』
- K. 24:8つの変奏曲
- K. 25:7つの変奏曲
- K. 26:クラヴィーアとヴァイオリンのためのソナタ 変ホ長調
- K. 27:クラヴィーアとヴァイオリンのためのソナタ ト長調
- K. 28:クラヴィーアとヴァイオリンのためのソナタ ハ長調
- K. 29:クラヴィーアとヴァイオリンのためのソナタ ニ長調
- K. 30:クラヴィーアとヴァイオリンのためのソナタ ヘ長調
- K. 31:クラヴィーアとヴァイオリンのためのソナタ 変ロ長調
- K. 32:『Galimathias Musicum』
- K. 33:キリエ

### 1767年 (11歳) ザルツブルク
- K. 34:Offertory in C, "Scandi coeli limina"
- K. 35:オペラ『第一戒律の責務』
- K. 37:ピアノ協奏曲第1番 ヘ長調 (ラウパッハとホーナウアーのソナタの編曲)
- K. 39:ピアノ協奏曲第2番 変ロ長調 (ラウパッハとショーベルトのソナタの編曲)
- K. 40:ピアノ協奏曲第3番 ニ長調 (ホーナウアー、エッカルト、C.P.E.バッハのソナタの編曲)
- K. 41:ピアノ協奏曲第4番 ト長調 (ホーナウアー、ラウパッハのソナタの編曲)
- K. 43:交響曲 第6番 ヘ長調

### 1768年 (12歳) ザルツブルク、ウィーン
- K. 45:交響曲第7番 ニ長調
- K. 48:交響曲第8番 ニ長調
- K. 51(46a):オペラ・セリア『ラ・フィンタ・センプリーチェ』
- K. 50(46b):ジングシュピール『バスティアンとバスティエンヌ』

### 1769年 (13歳)
- K. 73:交響曲第9番 ハ長調
- K. 141(66b):テ・デウム ハ長調

### 1770年 (14歳) ザルツブルク〜ローマ
- K. 73f:弦楽四重奏曲第1番 ト長調
- K. 74:交響曲第10番 ト長調
- K. 84(73q):交響曲第11番 ニ長調
- K. 87(74a):オペラ・セリア『ポントの王ミトリダーテ』
- K. 81:交響曲 ニ長調

### 1771年 (15歳) ザルツブルク〜イタリア各地
- K. 74c(118):オラトリオ『解放されたベトゥーリア』（ユディト記に基づく）
- K. 75:交響曲 ヘ長調
- K. 110:交響曲第12番 ト長調
- K. 111:祝典劇『アルバのアスカニオ』
- K. 112:交響曲第13番 ヘ長調
- K. 114:交響曲第14番 イ長調

### 1772年 (16歳) ザルツブルク、ミラノ
- K. 381(123a):四手のためのピアノソナタ ニ長調
- K. 155(134a)、156(134b)、157、158、159、160(159a):弦楽四重奏曲第2〜7番 『ミラノ四重奏曲』 （-1773年）
- K. 135:オペラ・セリア『ルーチョ・シッラ』

### 1773年 (17歳) ミラノ、ザルツブルク、ウィーン
- K. 165(158a):モテット『エクスルターテ・ユビラーテ』
- K. 184(161a):交響曲第26番 変ホ長調
- K. 199(161b):交響曲第27番 ト長調
- K. 207:ヴァイオリン協奏曲第1番 変ロ長調
- K. 168、169、170、171、172、173:弦楽四重奏曲第8〜13番 『ウィーン四重奏曲』
- K. 182(173dA):交響曲第24番 変ロ長調
- K. 183(173dB):交響曲第25番 ト短調
- K. 174:弦楽五重奏曲第1番 変ロ長調
- K. 175:ピアノ協奏曲第5番 ニ長調(モーツァルト初めてのオリジナルピアノ協奏曲)

### 1774年 (18歳) ザルツブルク
- K. 201(186a):交響曲第29番 イ長調
- K. 202(186b):交響曲第30番 ニ長調
- K. 200(186b):交響曲第28番 ハ長調
- K. 358(186c):四手のためのピアノソナタ 変ロ長調

### 1775年 (19歳) ミュンヘン、ザルツブルク
- K. 279(189d)、280(189e)、281(189f)、282(189g)、283(189h)、284(205b):ピアノソナタ第1〜6番
- K. 196:オペラ・ブッファ『偽りの女庭師』（『にせの花作り女』とも呼ばれる）
- K. 208:音楽劇『羊飼いの王様』
- K. 211:ヴァイオリン協奏曲第2番 ニ長調
- K. 216:ヴァイオリン協奏曲第3番 ト長調『シュトラスブルク』
- K. 218:ヴァイオリン協奏曲第4番 ニ長調『軍隊』
- K. 219:ヴァイオリン協奏曲第5番 イ長調『トルコ風』

### 1776年 (20歳)
- K. 238:ピアノ協奏曲第6番 変ロ長調
- K. 239:セレナード第6番 ニ長調『セレナータ・ノットゥルナ』
- K. 242:ピアノ協奏曲第7番 ヘ長調（3台のピアノのための協奏曲）
- K. 246:ピアノ協奏曲第8番 ハ長調『リュッツォウ』
- K. 250(248b):セレナード第7番 ハ長調『ハフナー』

### 1777年 (21歳) ザルツブルク、マンハイム
- K. 271:ピアノ協奏曲第9番 変ホ長調『ジュノーム』
- K. 309(284b):ピアノソナタ第7番 ハ長調
- K. 311(284c):ピアノソナタ第9番 ニ長調
- K. 285:フルート四重奏曲第1番 ニ長調
- K. 285a:フルート四重奏曲第2番 ト長調

### 1778年 (22歳) パリ、マンハイム
- K. 313(285c):フルート協奏曲第1番 ト長調
- K. 314(285d):フルート協奏曲第2番 ニ長調（原曲：オーボエ協奏曲ハ長調）
- K. 299(297c):フルートとハープのための協奏曲 ハ長調
- K. 304(300c):ヴァイオリンソナタ第28番 ホ短調
- K. 297(300a):交響曲第31番 ニ長調『パリ』
- K. 310(300d):ピアノソナタ第8番 イ短調

### 1779年 (23歳) ザルツブルク
- K. 365(316a):ピアノ協奏曲第10番 変ホ長調（2台のピアノのための）
- K. 317:ミサ曲第14番 ハ長調『戴冠ミサ』
- K. 318:交響曲第32番 ト長調
- K. 319:交響曲第33番 変ロ長調
- K. 320:セレナード第9番 ニ長調『ポストホルン』
- K. 364(320d):ヴァイオリンとヴィオラのための協奏交響曲 変ホ長調
- K. 321:主日のための盛儀晩課（ヴェスペレ） ハ長調
- K. 344(336b):オペラ『ツァイーデ』 （未完成、-1780年）

### 1780年 (24歳) ザルツブルク、ミュンヘン
- K. 338:交響曲第34番 ハ長調
- K. 339:証聖者の盛儀晩課（ヴェスペレ） ハ長調

### 1781年 (25歳) ミュンヘン、ウィーン
- K. 285b:フルート四重奏曲第3番 ハ長調 （旧来の説は1778年）
- K. 391(340b):歌曲『孤独に』
- K. 390(340c):歌曲『希望に』
- K. 366:オペラ・セリア『イドメネオ』
- K. 349(367a):歌曲『満足』（マルチン・ミラー詩）
- K. 351(367b):歌曲『いとしいツィターよ』
- K. 370(368b):オーボエ四重奏曲 ヘ長調
- K. 361(370a):セレナード第10番 変ロ長調『グラン・パルティータ』 （旧来の説は1780-1781年、現在の説は1783-1784年）
- K. 375:セレナード第11番 変ホ長調
- K. deest:2台のピアノのためのラルゲットとアレグロ 変ホ長調 (断片)
- K. 448(375a):2台のピアノのためのソナタ ニ長調

### 1782年 (26歳) ウィーン
- K.Anh. 42(375b):2台のピアノのためのソナタ楽章 変ロ長調 (断片)
- K.Anh. 43(375c):2台のピアノのためのソナタ楽章ないしロンド・フィナーレ 変ロ長調 (断片)
- K.Anh. 45(375d):2台のピアノのためのフーガ ト長調 (断片)
- K. 384:ジングシュピール『後宮からの誘拐』
- K. 388(384a):セレナード第12番 ハ短調『ナハトムジーク』
- K. 385:交響曲第35番 ニ長調『ハフナー』 （原曲のセレナーデは1782年、交響曲の形では1783年）
- K. 414(385p):ピアノ協奏曲第12番 イ長調
- K. 405:5つの4声フーガ
- K. 407(386c):ホルン五重奏曲 変ホ長調
- K. 387:弦楽四重奏曲第14番 ト長調 『春』（ハイドン・セット第1番）
- K. 413(387a):ピアノ協奏曲第11番 ヘ長調
- K. 415(387b):ピアノ協奏曲第13番 ハ長調
- K. 427(417a):大ミサ曲 ハ短調（未完） （-1783年）
- K. 231(382c):カノン『俺の尻をなめろ』

### 1783年 (27歳) ウィーン、ザルツブルク、リンツ
- K. 417:ホルン協奏曲第2番 変ホ長調
- K. 421(417b):弦楽四重奏曲第15番 ニ短調（ハイドン・セット第2番）
- K. 428(421b):弦楽四重奏曲第16番 変ホ長調（ハイドン・セット第3番）
- K. 423:ヴァイオリンとヴィオラのための二重奏曲 ト長調
- K. 424:ヴァイオリンとヴィオラのための二重奏曲 変ロ長調
- K. 330(300h):ピアノソナタ第10番 ハ長調 （旧来の説は1778年、現在の説は早くても1780年、おそらく1783年にウィーンかザルツブルクで）
- K. 331(300i):ピアノソナタ第11番 イ長調『トルコ行進曲付』 （同上）
- K. 332(300k):ピアノソナタ第12番 ヘ長調 （同上）
- K. 333(315c):ピアノソナタ第13番 変ロ長調 （旧来の説は1778年、現在の説は1783年リンツで）
- K. 425:交響曲第36番 ハ長調『リンツ』
- K. 426:2台のピアノのためのフーガ ハ短調
- K.Anh. 44(426a):2台のピアノのためのアレグロ ハ短調 (断片)

### 1784年 (28歳) ウィーン
- K. 449:ピアノ協奏曲第14番 変ホ長調
- K. 450:ピアノ協奏曲第15番 変ロ長調
- K. 451:ピアノ協奏曲第16番 ニ長調
- K. 452:ピアノと管楽のための五重奏曲 変ホ長調
- K. 453:ピアノ協奏曲第17番 ト長調
- K. 456:ピアノ協奏曲第18番 変ロ長調
- K. 457:ピアノソナタ第14番 ハ短調
- K. 458:弦楽四重奏曲第17番 変ロ長調『狩』（ハイドン・セット第4番）
- K. 459:ピアノ協奏曲第19番 ヘ長調『第二戴冠式』

### 1785年 (29歳) ウィーン
- K. 464:弦楽四重奏曲第18番 イ長調（ハイドン・セット第5番）
- K. 465:弦楽四重奏曲第19番 ハ長調『不協和音』（ハイドン・セット第6番）
- K. 466:ピアノ協奏曲第20番 ニ短調
- K. 467:ピアノ協奏曲第21番 ハ長調
- K. 468:歌曲『結社員の旅』 変ロ長調
- K. 429(468a):カンタータ『宇宙の霊なる君』（未完成）
- K. 471:カンタータ『フリーメーソンの喜び』変ホ長調
- K. 472:歌曲『魔法使い』
- K. 473:歌曲『満足』（クリスティアン・ヴァイセ詩）
- K. 474:歌曲『偽りの世』
- K. 475:幻想曲 ハ短調 (K. 457と深い関係にあるピアノ曲)
- K. 475a:歌曲『孤独』
- K. 476:歌曲『すみれ』(モーツァルト唯一のゲーテ詩による歌曲)
- K. 477:フリーメーソンのための葬送音楽 ハ短調
- K. 478:ピアノ四重奏曲第1番 ト短調
- K. 479:四重唱「せめておっしゃって、私がどんな過ちを犯したのか」
- K. 480:三重唱「やさしいマンディーナ」
- K. 434(480b):三重唱「ここにアマゾンたちの大王国のありかが」
- K. 482:ピアノ協奏曲第22番 変ホ長調

### 1786年 (30歳) ウィーン、プラハ
- K. 483:合唱付き歌曲『今日こそ浸ろう、親愛なる兄弟よ』変ロ長調
- K. 484:合唱付き歌曲『新しい指導者である君たちよ』ト長調
- K. 486:1幕の音楽付き喜劇『劇場支配人』
- K. 488:ピアノ協奏曲第23番 イ長調
- K. 489:二重唱「私には言葉で言えません」
- K. 490:歌曲「もういいの、すべてを聞いてしまったの」
- K. 491:ピアノ協奏曲第24番 ハ短調
- K. 492:オペラ・ブッファ『フィガロの結婚』
- K. 493:ピアノ四重奏曲第2番 変ホ長調
- K. 497:四手のためのピアノソナタ ヘ長調
- K. 357(497a):四手のためのピアノソナタ ト長調
- K. 498:ピアノ、クラリネット、ヴィオラのための三重奏曲 変ホ長調（『ケーゲルシュタット・トリオ』）
- K. 499:弦楽四重奏曲第20番 ニ長調『ホフマイスター』
- K. 501:アンダンテと5つの変奏曲 ト長調 (四手のための)
- K. 503:ピアノ協奏曲第25番 ハ長調
- K. 504:交響曲第38番 ニ長調 『プラハ』
- K. 505:シェーナとロンド 「心配しなくともよいのです、愛する人よ」
- K. 506:歌曲『自由の歌』
- K. 298:フルート四重奏曲第4番 イ長調

### 1787年 (31歳) ウィーン、プラハ
- K. 515:弦楽五重奏曲第3番 ハ長調
- K. 516:弦楽五重奏曲第4番 ト短調
- K. 406(516b):弦楽五重奏曲第2番 ハ短調（セレナード ハ短調 K. 388(384a) の編曲）
- K. 517:歌曲『老婆』
- K. 518:歌曲『秘め事』
- K. 519:歌曲『別れの歌』
- K. 520:歌曲『ルイーゼが不実な恋人の手紙を焼いたとき』
- K. 521:四手のためのピアノソナタ ハ長調
- K. 522:音楽の冗談 ヘ長調
- K. 523:歌曲『ラウラに寄せる夕べの想い』
- K. 524:歌曲『クローエに』
- K. 525:セレナード第13番 ト長調 『アイネ・クライネ・ナハトムジーク』
- K. 526:ヴァイオリン・ソナタ イ長調
- K. 527:オペラ・ブッファ『ドン・ジョヴァンニ』
- K. 528:レシタティーヴォとアリア「私の麗しき恋人よ、さようなら／留まってください、ああ愛しい人よ」
- K. 529:歌曲『小さなフリードリヒの誕生日』
- K. 530:歌曲『夢の姿』
- K. 531:歌曲『小さな糸紡ぎ娘』

### 1788年 (32歳) ウィーン
- K. 537:ピアノ協奏曲第26番 ニ長調『戴冠式』
- K. 543:交響曲第39番 変ホ長調
- K. 545:ピアノソナタ第16(15)番 ハ長調『初心者のための小ピアノソナタ』
- K. 546:アダージョとフーガ ハ短調
- K. 550:交響曲第40番 ト短調
- K. 551:交響曲第41番 ハ長調『ジュピター』
- K. 552:歌曲『皇帝のおことばに忠実に』
- K. 563:ディヴェルティメント変ホ長調

### 1789年 (33歳) ウィーン
- K. 570:ピアノソナタ第17(16)番 変ロ長調
- K. 576:ピアノソナタ第18(17)番 ニ長調
- K. 581:クラリネット五重奏曲 イ長調

### 1790年 (34歳) ウィーン
- K. 575:弦楽四重奏曲第21番 ニ長調（プロシャ王第1番）
- K. 588:オペラ・ブッファ『コジ・ファン・トゥッテ』
- K. 589:弦楽四重奏曲第22番 変ロ長調（プロシャ王第2番）
- K. 590:弦楽四重奏曲第23番 ヘ長調（プロシャ王第3番）
- K. 593:弦楽五重奏曲第5番 ニ長調

### 1791年 (35歳) ウィーン
- K. 595:ピアノ協奏曲第27番 変ロ長調
- K. 596:歌曲『春への憧れ』(唱歌としても知られる)
- K. 597:歌曲『春のはじめに』
- K. 598:歌曲『子供の遊び』
- K. 614:弦楽五重奏曲第6番 変ホ長調
- K. 615:3つのドイツ舞曲(第3曲が「そりすべり」として知られる)
- K. 617:アダージョとロンド(グラスハーモニカ、フルート、オーボエ、ヴィオラ、チェロ)
- K. 356(617a):アダージョ(グラスハーモニカのための)
- K. 618:モテット『アヴェ・ヴェルム・コルプス』ニ長調
- K. 619:小カンタータ『無限なる宇宙の創造者を崇敬する君達よ』
- K. 620:ジングシュピール『魔笛』
- K. 621:オペラ・セリア『皇帝ティートの慈悲』
- K. 622:クラリネット協奏曲 イ長調
- K. 623:フリーメーソンのための小カンタータ『高らかに我らの喜びを』
- K. 623a:合唱曲『固く手を握りしめ』
- K. 626:レクイエム ニ短調(未完)